# Guglielmo Giaquinta
Guglielmo Giaquinta (ur. 25 czerwca 1914 w Noto; zm. 15 czerwca 1994) – włoski biskup, Sługa Boży Kościoła katolickiego.

## Życiorys
Guglielmo Giaquinta urodził się 25 czerwca 1914 roku bardzo religijnej rodzinie. W dniu 18 marca 1939 roku otrzymał święcenia kapłańskie, a w dniu 1 listopada 1968 roku został mianowany na biskupa diecezji Tivoli. Założył instytut Sanctitate Pro. Zmarł 15 czerwca 1994 roku w opinii świętości. W dniu 17 marca 2004 roku rozpoczął się jego proces beatyfikacyjny.